# 格伦·汉森
格伦·R·汉森（英語：Glenn R. Hansen，1952年4月21日—），美国NBA联盟前职业篮球运动员。他在1975年的NBA选秀中第2轮第31顺位被堪萨斯城国王选中。